# Löwendenkmal
Löwendenkmal ("løvemindesmærket") er et kunstværk i Luzern i Schweiz tegnet af den danske billedhugger Bertel Thorvaldsen i 1819. Løven er et mindesmærke over schweizergarden, som til sidste mand forsvarede Ludvig XVI af Frankrig og hans familie under stormen på Tuilerierne under den franske revolution.
Thorvaldsen udførte tegningerne og modellen i 1819 og billedhuggeren Lucas Ahorn udhuggede den døende løve direkte ind i klippen i et tidligere sandstensbrud hvor den er placeret.
Inskriptionen under skulpturen oplister navnene på officerene og det formodede antal soldater som omkom og de som overlevede. På oversiden er der indhugget Helvetiorum Fidei ac Virtuti – til schweizernes loyalitet og mod.
Løven ligger dødeligt såret med sænket hoved og med halvåben mund, et brækket spyd stikker op fra siden. Den ligger med højre lab delvist over et skjold der viser den franske lilje, mens et andet opretstående skjold med Schweiz' nationalvåben står ved siden af op mod væggen.
Det var den schweiziske oberst Karl Pfyffer von Altishofen (1771–1840) som havde ideen til mindesmærket og kontaktede Thorvaldsen i 1818. Von Altishofen havde deltaget i schweizergarden, men været hjemme på permission da kampene i Paris kulminerede i august 1792. Han ønskede at rejse et mindesmærke over sine døde kammerater.
Skulpturen blev afsløret 10. august 1821 med blandt andet prins Christian Frederik til stede.
Gipsmodellen af løven findes på Thorvaldsens Museum og har målene 84 × 161 cm.
Det er en af de mest berømte monumenter i Schweiz, og det bliver besøgt af omkring 1,4 millioner turister om året I 2006 blev det inkluderet i Schweiz' monumentbeskyttelse.